# Скуддамор, Саймон
Саймон Скуддамор (англ. Simon Scuddamore; 15 апреля 1956 Лондон, Англия, Великобритания — 21 ноября 1984 Лондон, Великобритания) — неизвестный британский актёр, снявшийся лишь в одном фильме-слешере «Резня в школе» в роли психопата-убийцы Марти Ранцена.

## Краткая биография
Саймон Скуддамор родился 15 апреля 1956 года в Лондоне в семье учителей Полли и Джеймса Скуддамеров. Был третьим ребёнком в семье и имел двух старших братьев — Ника и Меттью. Получил высшее образование и стал учителем в лондонской государственной школе для бедных. В 1984 году, выиграв кастинг, получил роль «ботаника» — убийцы Марти в фильме «Резня в школе». Во время съёмок все эпизоды с ним снимались по выходным, так как он не мог присутствовать на съёмках по будням, потому что не хотел бросать работу. Фильм вышел в широкий прокат по США и Великобритании 14 ноября 1986 года и почти сразу стал культовым. Саймон Скуддамор покончил с собой у себя дома в Лондоне приняв смертельную дозу героина 21 ноября 1984 года.
Похоронен на кладбище при Церкви Св. Маргариты Вестминстера.